# 제7회 대한야구협회장기 전국고교야구대회
제7회 대한야구협회장기 전국고교야구대회는 대한야구협회가 주최한 고교야구 대회이다. 2021년 8월 4일부터 8월 15일까지 횡성베이스볼테마파크에서 개최된다. 대통령배 미참가팀인 53개팀이 참여하는 대회이다. 결승전에서 마산고등학교가 광주동성고등학교를 9-3으로 이기고 협회장기 우승을 차지했다.

## 참조
| 제7회 대한야구협회장기 전국고교야구대회 우승 |              |      |
| 이전                                         | 마산고등학교 | 다음 |
| 덕수고등학교                                 | 마산고등학교 |      |
|                                              |              |      |
|                                              |              |      |

| 대한야구협회장기 전국고교야구대회       | 대한야구협회장기 전국고교야구대회                         | 대한야구협회장기 전국고교야구대회       |
| --------------------------------------- | --------------------------------------------------------- | --------------------------------------- |
| 이전 대회                               | 제7회 대한야구협회장기 전국고교야구대회 (2021.8.4 ~ 8.15) | 다음 대회                               |
| 제6회 대한야구협회장기 전국고교야구대회 | 제7회 대한야구협회장기 전국고교야구대회 (2021.8.4 ~ 8.15) | 제8회 대한야구협회장기 전국고교야구대회 |

틀:2021년 대한민국 야구